# Cèlas (Cuneo)
Cèlas (italià Celle di Macra, piemontès Sele) és un municipi italià, situat a la regió del Piemont. L'any 2007 tenia 111 habitants. Està situat a la Val Maira, dins de les Valls Occitanes. Limita amb els municipis de Castelmagno, Macra, Marmora i San Damiano Macra.

## Administració
| Període | Identitat        | Partit        |
| ------- | ---------------- | ------------- |
| 2004-   | Marco Cucchietti | Llista cívica |